# 11. Unterseebootsflottille
De 11. Unterseebootsflottille was een operationele eenheid U-Boten van de Duitse Kriegsmarine. De eenheid werd op 15 mei 1942 opgericht en kwam onder leiding te staan van Hans Cohausz.
188 U-Boten maakten tijdens het bestaan van de eenheid deel uit van de 11. Unterseebootsflottille. De eenheid zat tijdens haar gehele bestaan gevestigd in Bergen. Vanuit deze basis opereerde de eenheid vooral in de Noordzee en de Atlantische Oceaan. Ze trachtte daar de PQ-konvooien te vernietigen. In september 1944 werd de eenheid gereorganiseerd, omdat er veel boten na Operatie Overlord vanuit Franse haven arriveerden. Met de overgave van Duitsland in mei 1945 werd ook de eenheid officieel opgeheven.

## Commandanten
- Mei 1942 - december 1944 - Fregattenkapitän Hans Cohausz[1]
- December 1944 - mei 1945 - Fregattenkapitän Heinrich Lehmann-Willenbrock[1]